# Musca santoshi
Musca santoshi är en tvåvingeart som beskrevs av Joseph och Parui 1972. Musca santoshi ingår i släktet Musca och familjen husflugor. Inga underarter finns listade i Catalogue of Life.